# Elektronenzuigende groep
Een elektronenzuigende groep (kortweg: elektronenzuiger) is een substituent, meestal organisch van aard, dat de elektronenwolk rondom een reactiecentrum (het atoom, meestal koolstof, waarop dit substituent is gebonden) zodanig vervormt, dat de elektronen ervan worden weggetrokken. Dat resulteert in een partieel positief geladen reactiecentrum en een partieel negatief geladen substituent. Elektronenzuigende groepen bezitten steeds een relatief grote elektronegativiteitswaarde of zijn intern sterk gepolariseerd.

## Voorbeelden
Voorbeelden van elektronenzuigende groepen zijn:
- Halogenen: vooral fluor en chloor
- Nitrogroep
- Nitril
- Carbonylgroep

Alkylgroepen, die normaal gezien elektronenstuwend zijn, kunnen geconverteerd worden in elektronenzuigende groepen door er bijvoorbeeld fluoratomen of nitrogroepen op te plaatsen. Zo is een methylgroep sterk elektronenstuwend, terwijl een trifluormethylgroep juist sterk elektronenzuigend is.
Een fenylgroep heeft een dubbel karakter: het kan als elektronenzuiger of als elektronenstuwer voorkomen, naargelang de situatie.

## Reactiviteit
De aanwezigheid van een elektronenzuigende groep zorgt dus voor een elektronenverschuiving en een daarmee gepaard gaande ladingsverschuiving. Dat maakt het reactiecentrum en de naburige atomen extra reactief. Elektronenzuigende groepen kunnen bepaalde negatief geladen reactieve intermediairen (zoals carbanionen) stabiliseren, omdat ze de negatieve lading spreiden.